# Regla de tres (escriptura)

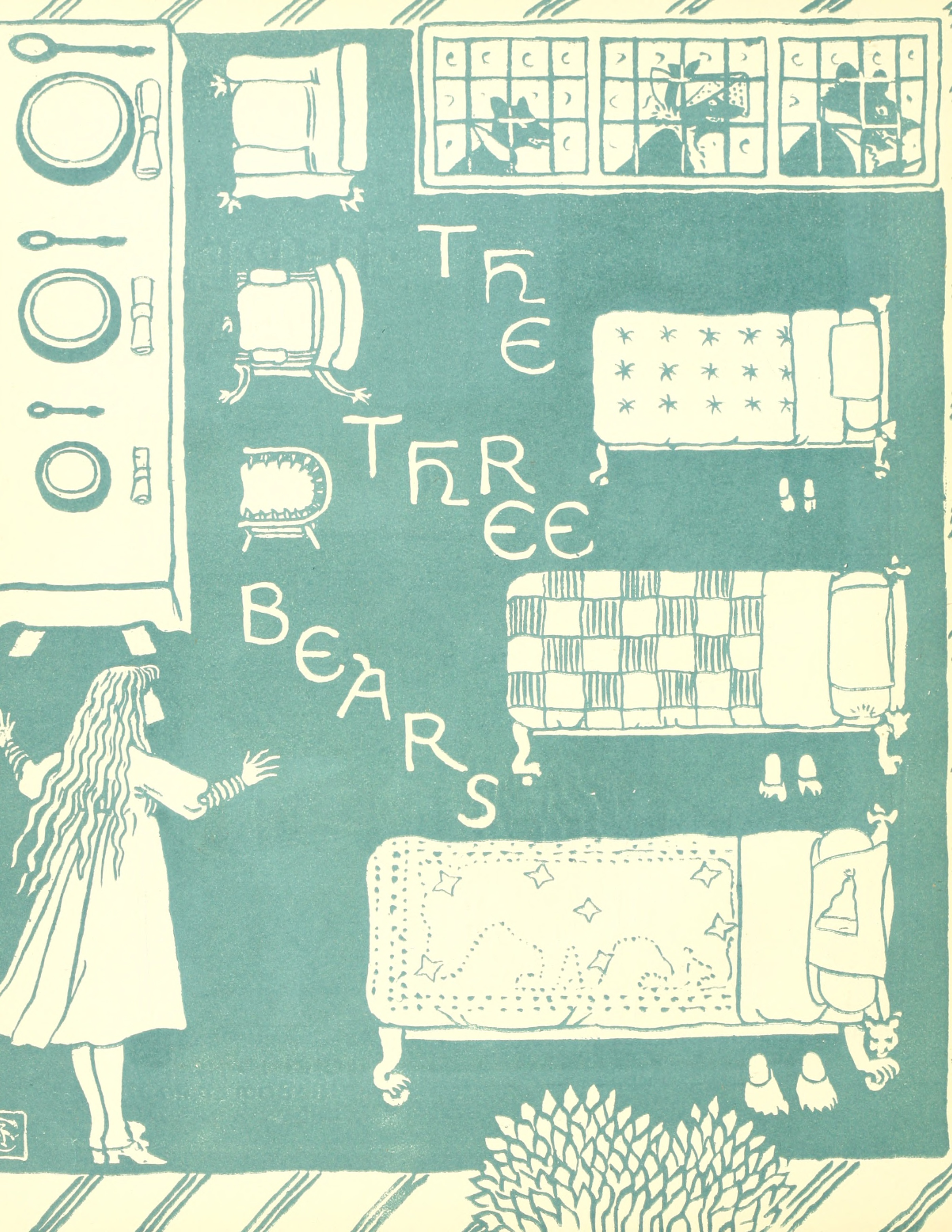
La història de Ricciots d'or i els tres óssos utilitza àmpliament la regla de tres, amb el protagonista examinant tres conjunts de tres articles en una casa, trobant que només el terç de cada conjunt és satisfactori.

La regla de tres és un principi d'escriptura que suggereix que un trio d'entitats com esdeveniments o personatges és més humorístic, satisfactori o eficaç que altres números. Per tant, l'audiència d'aquesta forma de text també és més probable que recordi la informació que es transmet perquè tenir tres entitats combina la brevetat i el ritme amb tenir la menor quantitat d'informació per crear un patró.
Els eslògans, els títols de pel·lícules i una varietat d'altres coses s'han estructurat en tres, una tradició que va sorgir de la narració oral i continua en la ficció narrativa. Alguns exemples inclouen els Tres porquets, Tres cabrets Gruff, Rínxols d'Or i els tres ossos, i els Tres mosqueters. De la mateixa manera, els adjectius sovint s'agrupen en tres per emfatitzar una idea.

## Significat
La regla de tres pot referir-se a una col·lecció de tres paraules, frases, frases, línies, paràgrafs/estrofes, capítols/seccions d'escriptura i fins i tot llibres sencers. Els tres elements junts es coneixen com a tríada. La tècnica s'utilitza no només en prosa, sinó també en poesia, narració oral, pel·lícules i publicitat.
Un tricolo és un ús més específic de la regla de tres on tres paraules o frases tenen la mateixa longitud i forma gramatical.
Un hendiatris és una figura retòrica on s'utilitzen tres paraules successives per expressar una sola idea central. Com a lema o lema, es coneix com a lema tripartit.

## Eslògans i eslògans
Moltes campanyes publicitàries i eslògans d'informació pública utilitzen aquesta tècnica per crear una manera atractiva i memorable de transmetre el missatge. En la teoria del màrqueting, el pioner nord-americà de la publicitat i les vendes E. St. Elmo Lewis va establir tres principis fonamentals de redacció, que considerava essencials per a una publicitat efectiva:
La missió d'un anunci és atraure un lector perquè miri l'anunci i comenci a llegir-lo; després interessar-lo, perquè el segueixi llegint; després per convèncer-lo, perquè quan l'hagi llegit s'ho cregui. Si un anunci conté aquestes tres qualitats d'èxit, és un anunci reeixit.
Alguns exemples inclouen:
- Vida, llibertat i recerca de la felicitat: drets esbossats a la Declaració d'Independència dels EUA
- Liberté, égalité, fraternité[8] – L'eslògan de la República Francesa anterior al 1790
- Einigkeit und Recht und Freiheit – Primera línia de l'himne nacional alemany
- Un Mart al dia t'ajuda a treballar, descansar i jugar[9] - eslògan publicitari de Mart des de 1959
- Atureu-vos, mireu i escolteu:[10][11] un eslògan de seguretat en vies públiques i passos a nivell
- Faster, Higher, Stronger[12] – El lema olímpic ; una traducció del llatí Citius, Altius, Fortius
- Veni, vidi, vici - Una tríada traduïda del llatí com "Vaig venir, vaig veure, vaig conquerir", atribuïda popularment a Juli Cèsar de Roma.
- "No veieu mal, no escolteu el mal, no parleu malament". – Tres micos savis
- Encén, sintonitza, abandona: frase de l'era de la contracultura dels anys 60 popularitzada per Timothy Leary.
- Snap, Crackle and Pop: mascotes de dibuixos animats de Rice Krispies.
- Govern del poble, pel poble, per al poble: del discurs de Lincoln de Gettysburg.

## Comèdia
En la comèdia, la regla de tres també s'anomena triple còmic i és un dels molts dispositius còmics utilitzats habitualment per humoristes, escriptors i humoristes. El tercer element del triple s'utilitza sovint per crear un efecte de sorpresa amb l'audiència, i és freqüentment el gir d'un acudit. Per exemple, les bromes poden incloure tres individus estereotipats, com ara un anglès, un irlandès i un escocès; o una rossa, una morena i una pèl-roja, on la sorpresa o el cop de puny de l'acudit prové del tercer personatge.
La regla còmica de tres sovint s'acompanya d'un ritme ràpid, assegurant que els espectadors tinguin menys temps per captar el patró abans que arribi la línia de rematada. En essència, la regla còmica de tres es basa en establir un patró amb dos elements i després subvertir les expectatives dels espectadors trencant aquest patró amb el tercer element. Un exemple especialment notable prové de The Dick Van Dyke Show: "Puc portar-te alguna cosa? Tassa de cafè? Donut? Tupé?".
Com passa amb gran part de l'escriptura còmica, la regla de tres en comèdia es fonamenta en crear tensió per tal de produir un desenllaç còmic. En el cas de la regla de tres, la tensió s'acumula amb els dos primers elements del patró, per alliberar-se finalment amb el tercer element, que hauria de ser el més divertit dels tres. La majoria de les tripletes són breus, sovint consistint en només dues o tres frases, però la regla es pot aplicar de manera efectiva també en estructures més llargues, sempre que es respecti la fórmula bàsica.

## Rondallaire i folklore
En la narració, els autors sovint creen tres bessons o estructures en tres parts. En la forma més simple de la regla, això és només el principi, el mig i el final, tal com s'expressa a la Poètica d'Aristòtil.

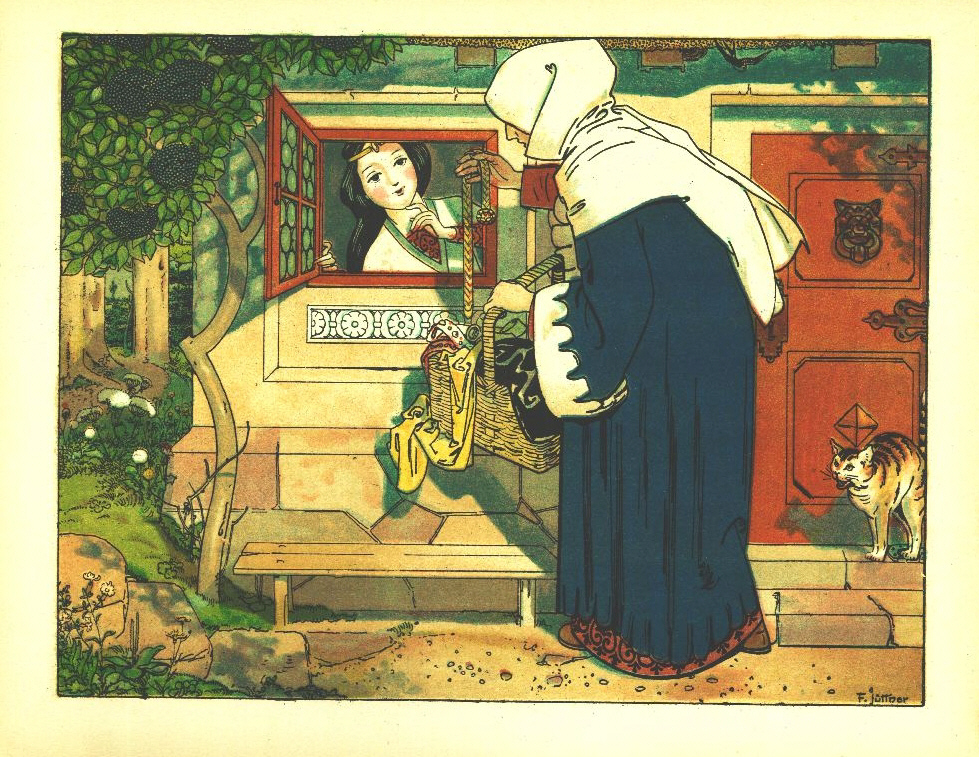
Blancaneus rep tres visites de la seva malvada madrastra.

Vladimir Propp, a la seva Morfologia del conte popular, va concloure que qualsevol dels elements d'un conte popular es podia negar dues vegades perquè es repeteixi tres vegades. Això és comú no només en els contes russos que va estudiar, sinó també en els contes populars i els contes de fades: el més habitual, potser, és que el fill petit sol ser el tercer, encara que els contes de fades sovint mostren la regla de tres en la forma més flagrant. Una petita mostra d'aquest últim inclou:
- Rumpelstiltskin gira tres vegades per a l'heroïna i li deixa endevinar el seu nom tres vegades durant un període de tres dies.
- A East of the Sun i West of the Moon, l'heroïna rep tres regals mentre busca el seu marit perdut; quan descobreix on està presoner, ha d'utilitzar-los per subornar tres vegades cap a l'heroi (les dues primeres vegades no va poder explicar la seva història perquè es trobava en un somni drogat).
- A Brother and Sister, Brother es transforma en cérvol quan beu del tercer rierol que la seva malvada madrastra va encantar, i quan la germana és assassinada per la mateixa madrastra, visita tres vegades l'habitació del seu fill, sent atrapada i restaurada per tercera vegada.
- A The Dancing Water, the Singing Apple, and the Speaking Bird, una dona diu que donarà al rei tres fills meravellosos; quan reapareixen, les seves ties envejoses intenten matar-los enviant-los tres missions, després de les tres coses meravelloses del títol.
- A La princesa silenciosa, un príncep trenca tres cops el càntir d'una camperola i és maleït; quan trobi la princesa del títol, l'ha de persuadir perquè parli tres vegades.
- A L'amor per tres taronges, l'heroi escull tres taronges màgiques, i només amb la tercera és capaç de mantenir la dona que en brolla.

## Literatura
- A A Christmas Carol de Charles Dickens, Marley 's Ghost li diu a Ebenezer Scrooge que rebrà la visita de tres esperits: El fantasma del Nadal passat, El fantasma del present de Nadal i, finalment, El fantasma del Nadal encara per venir, al que diu Scrooge., "Esperit, et temo sobretot."
- Al musical Fiddler on the Roof, Tevye ha de regalar les seves tres filles grans, una darrere l'altra. Cada partit desafia progressivament la seva fe, com ho representa un monòleg en què discuteix amb ell mateix fent servir la frase "d'altra banda" per fer d'advocat del diable i convèncer-se a posar-se al costat de les seves filles. Això és subvertit amb la filla més jove que desitja casar-se amb un gentil, per la qual cosa Tevye conclou que "No, no hi ha cap altra mà".
- A Juli Cèsar de Shakespeare, Marc Antoni comença el seu discurs utilitzant la regla de tres: Amics, romans, compatriotes, presteu-me les vostres orelles, que els plebeus comencen a escoltar.
- Al Macbeth de Shakespeare, hi ha tres bruixes, anomenades "germanes estranyes".

## Retòrica i parlar en públic
1. ↑  «What is the mysterious 'Rule of Three'? | Copywriters of Distinction». rule-of-three.co.uk. [Consulta: 1r juny 2015].
2. 1 2  «Writing: The power of three». www.jonathancrossfield.com, 09-06-2009. [Consulta: 5 juny 2015].
3. ↑  «Toastmasters, November 2013».   Toastmaster.
4. ↑  Craige, Alex. «Do You Use The Rhetorical "Rule of Three"?». At Counsel Table, 09-11-2013. [Consulta: 5 juny 2015].
5. 1 2  «How to Use the Rule of Three in Your Speeches», 28-05-2009. [Consulta: 5 juny 2015].
6. ↑  Ltd., Blair. «ODLT dictionary definition of Tripartite motto». www.odlt.org. [Consulta: 5 juny 2015].
7. ↑  Bryant, Donnie. «Is AIDA Outdated As A Marketing Process? (Part II)». Rhino Daily, 2016. Arxivat de l'original el 22 April 2019. [Consulta: 22 abril 2019].
8. ↑  «Slogan of the French Republic». Arxivat de l'original el 2015-05-12. [Consulta: 1r juny 2015].
9. ↑  Sweney, Mark. «Mars revives 'Work, rest, play' slogan with ad featuring bell-ringing monks». the Guardian, 28-02-2008. [Consulta: 1r juny 2015].
10. ↑  «Stop, Look and Listen – Child Road Safety Game – Tales of the Road». talesoftheroad.direct.gov.uk. [Consulta: 1r juny 2015].
11. ↑  «Crossing Ahead, Stop, Look And Listen». www.lib.sk.ca. Arxivat de l'original el 2015-12-11. [Consulta: 1r juny 2015].
12. ↑  «Olympic.org Registration». registration.olympic.org. Arxivat de l'original el 2015-09-18. [Consulta: 1r juny 2015].
13. 1 2  «Critique Circle Online Writing Workshlolop The CC Blog». Critique Circle. Arxivat de l'original el 2018-12-07. [Consulta: 7 desembre 2018].
14. ↑  «Using The Rule Of 3 To Elevate Your Presentations». buckleyschool.com, 13-10-2021.
15. ↑   (en anglès) , 11-02-2016.
16. ↑  Propp, Vladimir. Morphology of the Folk Tale. Austin: University of Texas Press, 1968, p. 74, ISBN 0-292-78376-0

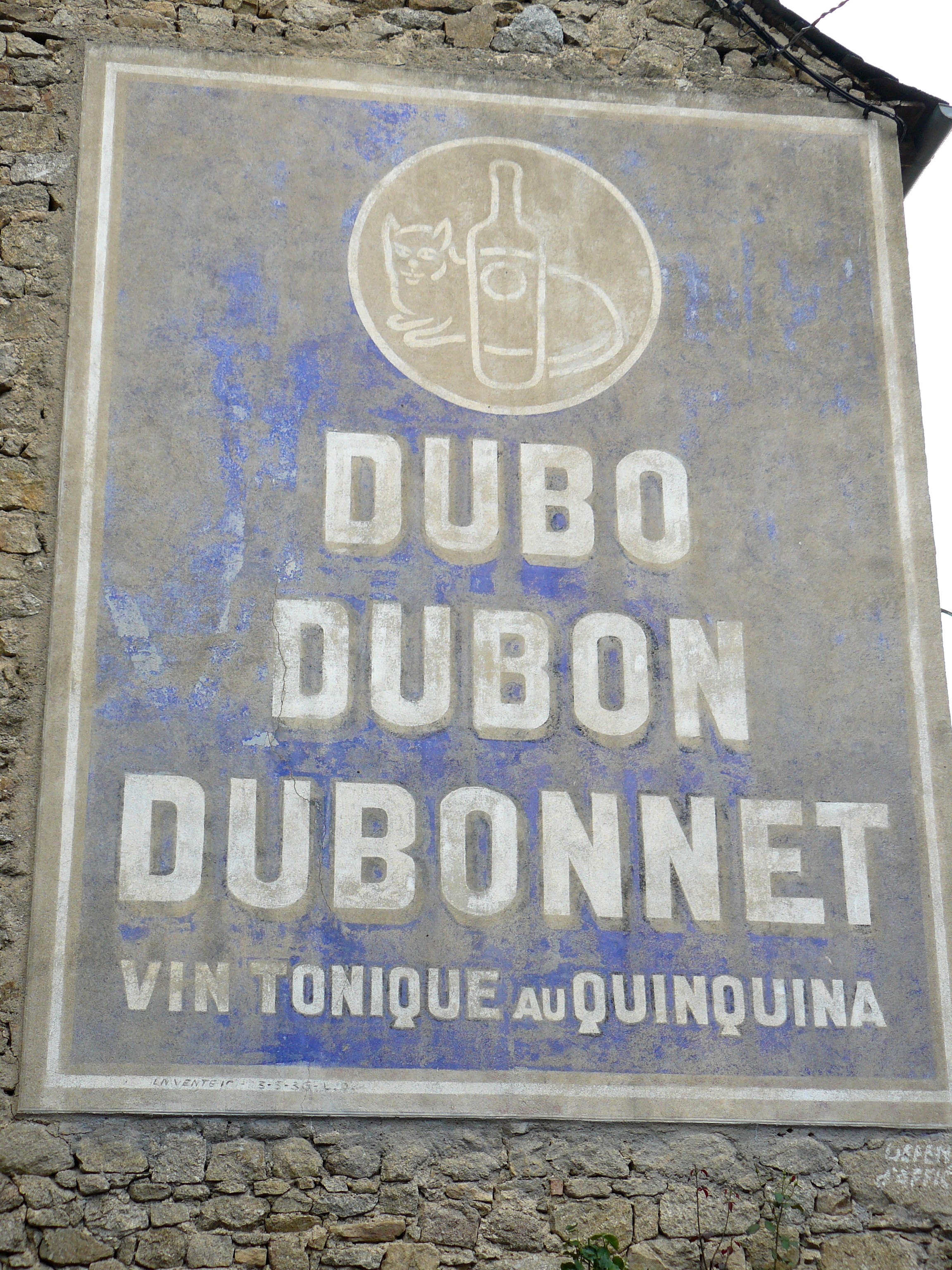
L'anunci de Cassandre per a l'aperitiu Dubonnet utilitza jocs de paraules i una progressió de tres elements.

L'ús d'una sèrie de tres elements és també una característica ben coneguda de l'oratòria pública. Max Atkinson, en el seu llibre sobre oratòria titulat Our Masters' Voices, dóna exemples de com els oradors públics utilitzen frases de tres parts per generar el que ell anomena 'claptraps', evocant els aplaudiments del públic.
Martin Luther King Jr., l'activista dels drets civils i predicador, era conegut pels seus usos de la triplicació i la regla de tres al llarg dels seus nombrosos discursos influents. Per exemple, el discurs "No violència i justícia racial" contenia una oposició binària formada per la regla de tres: "insult, injustícia i explotació", seguida unes línies més tard per "justícia, bona voluntat i fraternitat". Per contra, el governador segregacionista d'Alabama, George Wallace, va parlar de "la segregació ara, la segregació demà, la segregació per sempre" durant el seu discurs inaugural de 1963.
L'atractiu del patró triple també s'il·lustra amb la transformació de la referència de Winston Churchill a " sang, treball, llàgrimes i suor " (fer-se ressò de Giuseppe Garibaldi i Theodore Roosevelt ) en el seu record popular a "sang, suor i llàgrimes".